# Bom Conselho
Bom Conselho este un oraș în Pernambuco (PE), Brazilia.